# Chiton glaucus
Chiton glaucus är en blötdjursart som beskrevs av Gray 1828. Chiton glaucus ingår i släktet Chiton och familjen Chitonidae. Inga underarter finns listade i Catalogue of Life.